# Isola di Zav'jalov
L'Isola di Zav'jalov (in russo Остров Завьялова?; precedentemente Ola) è un'isola russa che si trova nel Mare di Ochotsk, all'imboccatura della baia del Tauj (Тауйская губа). Amministrativamente appartiene all'Ol'skij rajon dell'Oblast' di Magadan, nel Circondario federale dell'Estremo Oriente.

## Geografia
L'isola è situata 19 km a ovest di capo Taran, l'estrema punta della penisola di Koni (полуостров Кони), e 45 km a sud della città di Magadan; con i suoi 116 km² di superficie, è la più grande della baia Tauj. È lunga 21,5 km e larga da 4 a 7,5 km. Il monte Zav'jalov raggiunge i 1.116 m s.l.m. Sull'isola c'è un piccolo lago d'acqua dolce.
Secondo dati geologici l'isola si è separata dalla costa continentale nel tardo Pleistocene, 15-17.000 anni fa.

## Flora
Sull'isola sono presenti alcune specie di betulla, tra cui la Betula divaricata ( o Betulla middendorffii), specie arbustive di ontano, il Pinus pumila, il mirtillo blu e quello rosso e l'Arctostaphylos alpina.